# Scelte del primo giro nel draft dei Cleveland Browns

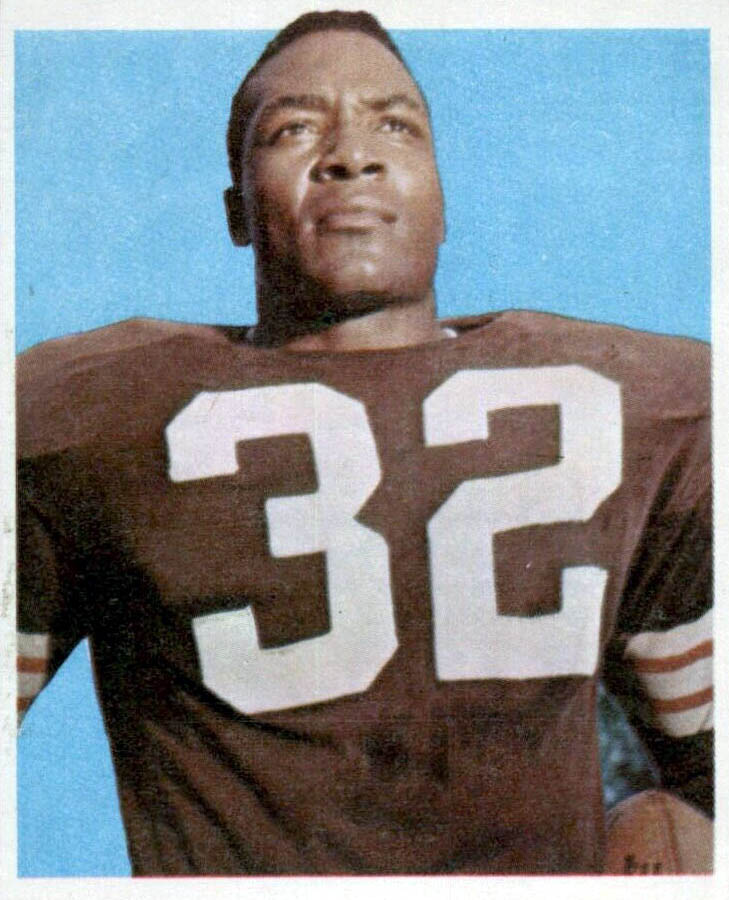
L'Hall of Famer Jim Brown è stato la scelta del primo giro dei Browns nel 1957

I Cleveland Browns si unirono alla National Football League (NFL) nel 1950 dopo la cessazione delle attività della All-America Football Conference. Nel primo draft a cui parteciparono, il Draft NFL 1950, scelsero il wide receiver Ken Carpenter da Oregon State. La scelta del primo giro più recente è stata nel 2020 con Jedrick Wills.
I Browns hanno detenuto cinque volte la prima scelta assoluta: scelsero Bobby Garrett nel 1954, Tim Couch nel 1999, Courtney Brown nel 2000, Myles Garrett nel 2017 e Baker Mayfield nel 2018.

## Le scelte
| Prima scelta assoluto * | Introdotto nella Pro Football Hall of Fame † |

| Anno                                                  | Scelta                                                                | Giocatore                                                             | Ruolo                                                                 | College                                                               | Note                                                                  |
| National Football League, primi anni (1950–1969)      | National Football League, primi anni (1950–1969)                      | National Football League, primi anni (1950–1969)                      | National Football League, primi anni (1950–1969)                      | National Football League, primi anni (1950–1969)                      | National Football League, primi anni (1950–1969)                      |
| ----------------------------------------------------- | --------------------------------------------------------------------- | --------------------------------------------------------------------- | --------------------------------------------------------------------- | --------------------------------------------------------------------- | --------------------------------------------------------------------- |
| 1950                                                  | 13                                                                    | Ken Carpenter                                                         | WR/RB                                                                 | Oregon State                                                          |                                                                       |
| 1951                                                  | 14                                                                    | Kenny Konz                                                            | DB                                                                    | LSU                                                                   |                                                                       |
| 1952                                                  | 10                                                                    | Bert Rechichar                                                        | DB/RB/K/LB/P                                                          | Tennessee                                                             | [ 2 ]                                                                 |
| 1952                                                  | 12                                                                    | Harry Agganis                                                         | QB                                                                    | Boston                                                                | [ 3 ]                                                                 |
| 1953                                                  | 11                                                                    | Doug Atkins †                                                         | DL/E                                                                  | Tennessee                                                             |                                                                       |
| 1954                                                  | 1                                                                     | Bobby Garrett *                                                       | QB                                                                    | Stanford                                                              | [ 4 ]                                                                 |
| 1954                                                  | 12                                                                    | John Bauer                                                            | OL                                                                    | Illinois                                                              |                                                                       |
| 1955                                                  | 13                                                                    | Kurt Burris                                                           | CB/LB                                                                 | Oklahoma                                                              |                                                                       |
| 1956                                                  | 13                                                                    | Preston Carpenter                                                     | E/RB/TE                                                               | Arkansas                                                              |                                                                       |
| 1957                                                  | 6                                                                     | Jim Brown †                                                           | FB                                                                    | Syracuse                                                              |                                                                       |
| 1958                                                  | 13                                                                    | Jim Shofner                                                           | DB                                                                    | Texas Christian                                                       |                                                                       |
| 1959                                                  | 11                                                                    | Rich Kreitling                                                        | WR/E                                                                  | Illinois                                                              |                                                                       |
| 1960                                                  | 8                                                                     | Jim Houston                                                           | DL/LB                                                                 | Ohio State                                                            |                                                                       |
| 1961                                                  | 10                                                                    | Bobby Crespino                                                        | WR/E/TE                                                               | Mississippi                                                           | [ 5 ]                                                                 |
| 1962                                                  | 4                                                                     | Gary Collins                                                          | WR/P                                                                  | Maryland                                                              | [ 6 ]                                                                 |
| 1962                                                  | 11                                                                    | Leroy Jackson                                                         | RB                                                                    | Western Illinois                                                      | [ 7 ]                                                                 |
| 1963                                                  | 9                                                                     | Tom Hutchinson                                                        | E/WR                                                                  | Kentucky                                                              |                                                                       |
| 1964                                                  | 11                                                                    | Paul Warfield †                                                       | WR/E                                                                  | Ohio State                                                            |                                                                       |
| 1965                                                  | —                                                                     | Nessuna scelta                                                        | —                                                                     | —                                                                     | [ 8 ]                                                                 |
| 1966                                                  | 14                                                                    | Milt Morin                                                            | TE                                                                    | Massachusetts                                                         |                                                                       |
| 1967                                                  | 18                                                                    | Bob Matheson                                                          | DL/LB                                                                 | Duke                                                                  |                                                                       |
| 1968                                                  | 21                                                                    | Marv Upshaw                                                           | DL/K                                                                  | Trinity                                                               |                                                                       |
| 1969                                                  | 20                                                                    | Ron Johnson                                                           | RB                                                                    | Michigan                                                              |                                                                       |
| National Football League, era moderna (1970–presente) |                                                                       |                                                                       |                                                                       |                                                                       |                                                                       |
| 1970                                                  | 3                                                                     | Mike Phipps                                                           | QB                                                                    | Purdue                                                                | [ 9 ]                                                                 |
| 1970                                                  | 21                                                                    | Bob McKay                                                             | OT                                                                    | Texas                                                                 |                                                                       |
| 1971                                                  | 14                                                                    | Clarence Scott                                                        | DB                                                                    | Kansas                                                                |                                                                       |
| 1972                                                  | 18                                                                    | Thom Darden                                                           | DB                                                                    | Michigan                                                              |                                                                       |
| 1973                                                  | 16                                                                    | Steve Holden                                                          | WR                                                                    | Arizona State                                                         | [ 10 ]                                                                |
| 1973                                                  | 22                                                                    | Pete Adams                                                            | OG                                                                    | USC                                                                   |                                                                       |
| 1974                                                  | —                                                                     | Nessuna scelta                                                        | —                                                                     | —                                                                     | [ 11 ]                                                                |
| 1975                                                  | 5                                                                     | Mack Mitchell                                                         | DL                                                                    | Houston                                                               |                                                                       |
| 1976                                                  | 7                                                                     | Mike Pruitt                                                           | FB/RB                                                                 | Purdue                                                                |                                                                       |
| 1977                                                  | 17                                                                    | Robert Jackson                                                        | LB                                                                    | Texas A&M                                                             |                                                                       |
| 1978                                                  | 12                                                                    | Clay Matthews                                                         | LB                                                                    | USC                                                                   |                                                                       |
| 1978                                                  | 23                                                                    | Ozzie Newsome †                                                       | TE                                                                    | Alabama                                                               | [ 12 ]                                                                |
| 1979                                                  | 20                                                                    | Willis Adams                                                          | WR                                                                    | Houston                                                               | [ 13 ]                                                                |
| 1980                                                  | 27                                                                    | Charles White                                                         | RB                                                                    | USC                                                                   |                                                                       |
| 1981                                                  | 22                                                                    | Hanford Dixon                                                         | CB                                                                    | Southern Miss                                                         |                                                                       |
| 1982                                                  | 3                                                                     | Chip Banks                                                            | LB/WR                                                                 | USC                                                                   |                                                                       |
| 1983                                                  | —                                                                     | Nessuna scelta                                                        | —                                                                     | —                                                                     | [ 14 ]                                                                |
| 1984                                                  | 18                                                                    | Don Rogers                                                            | S                                                                     | UCLA                                                                  |                                                                       |
| 1985                                                  | —                                                                     | Nessuna scelta                                                        | —                                                                     | —                                                                     | [ 15 ]                                                                |
| 1986                                                  | —                                                                     | Nessuna scelta                                                        | —                                                                     | —                                                                     | [ 16 ]                                                                |
| 1987                                                  | 5                                                                     | Mike Junkin                                                           | LB                                                                    | Duke                                                                  | [ 17 ]                                                                |
| 1988                                                  | 21                                                                    | Clifford Charlton                                                     | LB                                                                    | Florida                                                               |                                                                       |
| 1989                                                  | 13                                                                    | Eric Metcalf                                                          | RB/WR                                                                 | Texas                                                                 | [ 18 ]                                                                |
| 1990                                                  | —                                                                     | Nessuna scelta                                                        | —                                                                     | —                                                                     | [ 19 ]                                                                |
| 1991                                                  | 2                                                                     | Eric Turner                                                           | DB                                                                    | UCLA                                                                  |                                                                       |
| 1992                                                  | 9                                                                     | Tommy Vardell                                                         | FB/RB                                                                 | Stanford                                                              |                                                                       |
| 1993                                                  | 14                                                                    | Steve Everitt                                                         | C                                                                     | Michigan                                                              | [ 20 ]                                                                |
| 1994                                                  | 9                                                                     | Antonio Langham                                                       | CB                                                                    | Alabama                                                               |                                                                       |
| 1994                                                  | 29                                                                    | Derrick Alexander                                                     | WR                                                                    | Michigan                                                              | [ 21 ]                                                                |
| 1995                                                  | 30                                                                    | Craig Powell                                                          | LB                                                                    | Ohio State                                                            | [ 22 ]                                                                |
| 1996                                                  | Attività sospesa, nessuna a squadra a Cleveland nel periodo 1996–1998 | Attività sospesa, nessuna a squadra a Cleveland nel periodo 1996–1998 | Attività sospesa, nessuna a squadra a Cleveland nel periodo 1996–1998 | Attività sospesa, nessuna a squadra a Cleveland nel periodo 1996–1998 | Attività sospesa, nessuna a squadra a Cleveland nel periodo 1996–1998 |
| 1997                                                  | Attività sospesa, nessuna a squadra a Cleveland nel periodo 1996–1998 | Attività sospesa, nessuna a squadra a Cleveland nel periodo 1996–1998 | Attività sospesa, nessuna a squadra a Cleveland nel periodo 1996–1998 | Attività sospesa, nessuna a squadra a Cleveland nel periodo 1996–1998 | Attività sospesa, nessuna a squadra a Cleveland nel periodo 1996–1998 |
| 1998                                                  | Attività sospesa, nessuna a squadra a Cleveland nel periodo 1996–1998 | Attività sospesa, nessuna a squadra a Cleveland nel periodo 1996–1998 | Attività sospesa, nessuna a squadra a Cleveland nel periodo 1996–1998 | Attività sospesa, nessuna a squadra a Cleveland nel periodo 1996–1998 | Attività sospesa, nessuna a squadra a Cleveland nel periodo 1996–1998 |
| 1999                                                  | 1                                                                     | Tim Couch *                                                           | QB                                                                    | Kentucky                                                              |                                                                       |
| 2000                                                  | 1                                                                     | Courtney Brown *                                                      | DE                                                                    | Penn State                                                            |                                                                       |
| 2001                                                  | 3                                                                     | Gerard Warren                                                         | DT                                                                    | Florida                                                               |                                                                       |
| 2002                                                  | 16                                                                    | William Green                                                         | RB                                                                    | Boston College                                                        | [ 23 ]                                                                |
| 2003                                                  | 21                                                                    | Jeff Faine                                                            | C                                                                     | Notre Dame                                                            |                                                                       |
| 2004                                                  | 6                                                                     | Kellen Winslow II                                                     | TE                                                                    | Miami                                                                 | [ 24 ]                                                                |
| 2005                                                  | 3                                                                     | Braylon Edwards                                                       | WR                                                                    | Wolverines                                                            |                                                                       |
| 2006                                                  | 13                                                                    | Kamerion Wimbley                                                      | LB                                                                    | Florida State                                                         | [ 25 ]                                                                |
| 2007                                                  | 3                                                                     | Joe Thomas                                                            | OT                                                                    | Wisconsin                                                             | [ 26 ]                                                                |
| 2007                                                  | 22                                                                    | Brady Quinn                                                           | QB                                                                    | Notre Dame                                                            | [ 27 ]                                                                |
| 2008                                                  | —                                                                     | Nessuna scelta                                                        | —                                                                     | —                                                                     | [ 27 ]                                                                |
| 2009                                                  | 21                                                                    | Alex Mack                                                             | C                                                                     | California                                                            | [ 28 ]                                                                |
| 2010                                                  | 7                                                                     | Joe Haden                                                             | CB                                                                    | Florida                                                               |                                                                       |
| 2011                                                  | 21                                                                    | Phil Taylor                                                           | DT                                                                    | Baylor                                                                |                                                                       |
| 2012                                                  | 3                                                                     | Trent Richardson                                                      | RB                                                                    | Alabama                                                               |                                                                       |
| 2012                                                  | 22                                                                    | Brandon Weeden                                                        | QB                                                                    | Oklahoma State                                                        |                                                                       |
| 2013                                                  | 6                                                                     | Barkevious Mingo                                                      | OLB                                                                   | LSU                                                                   |                                                                       |
| 2014                                                  | 8                                                                     | Justin Gilbert                                                        | CB                                                                    | Oklahoma State                                                        |                                                                       |
| 2014                                                  | 22                                                                    | Johnny Manziel                                                        | QB                                                                    | Texas A&M                                                             |                                                                       |
| 2015                                                  | 12                                                                    | Danny Shelton                                                         | DT                                                                    | Washington                                                            |                                                                       |
| 2015                                                  | 19                                                                    | Cameron Erving                                                        | C                                                                     | Florida State                                                         |                                                                       |
| 2016                                                  | 15                                                                    | Corey Coleman                                                         | WR                                                                    | Baylor                                                                |                                                                       |
| 2017                                                  | 1                                                                     | Myles Garrett *                                                       | DE                                                                    | Texas A&M                                                             |                                                                       |
| 2017                                                  | 25                                                                    | Jabrill Peppers                                                       | DB                                                                    | Michigan                                                              |                                                                       |
| 2017                                                  | 29                                                                    | David Njoku                                                           | TE                                                                    | Miami                                                                 |                                                                       |
| 2018                                                  | 1                                                                     | Baker Mayfield *                                                      | QB                                                                    | Oklahoma                                                              |                                                                       |
| 2018                                                  | 4                                                                     | Denzel Ward                                                           | CB                                                                    | Ohio State                                                            |                                                                       |
| 2019                                                  | —                                                                     | Nessuna scelta                                                        | —                                                                     | —                                                                     | [ 29 ]                                                                |
| 2020                                                  | 10                                                                    | Jedrick Wills                                                         | OT                                                                    | Alabama                                                               |                                                                       |